# Ventanas (Revueltas)

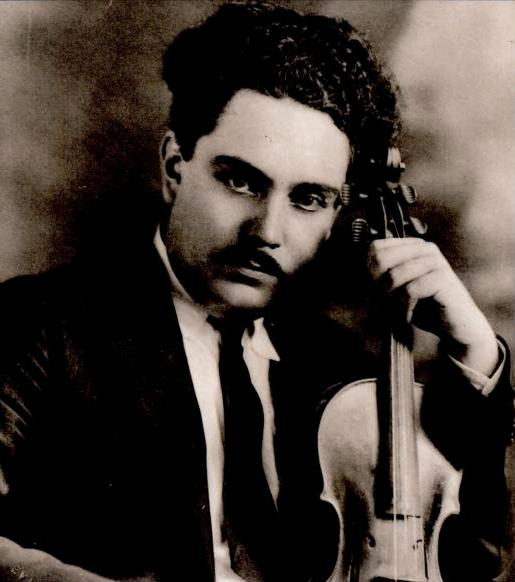
Silvestre Revueltas en 1930

Ventanas es una obra musical del compositor mexicano Silvestre Revueltas, escrita en 1931. 

## Historia
Ventanas fue la tercera obra orquestal de Revueltas. Fue compuesta inmediatamente después de las primeras versiones de Cuauhnáhuac y Esquinas, y al mismo tiempo que la segunda versión orquestal de Cuauhnáhuac y el Dúo para Pato y Canario . Se terminó en diciembre de 1931 y se estrenó el 4 de noviembre de 1932 por la Orquesta Sinfónica de México bajo la dirección del propio compositor (Slonimsky, 1945;Stevenson, 1991). Aunque no se indica así en la partitura publicada, al parecer Revueltas dedicó Ventanas a Ángela Acevedo, con quien se casó en el año del estreno (Estrada, 2012).

## Instrumentación
Ventanas está compuesta para orquesta de flautín, 2 flautas, 2 oboes, cor anglais, clarinete E♭, 2 clarinetes, clarinete bajo, 2 fagot, 4 cornos, 4 trompetas, 3 trombones, tuba, timbales, percusión y cuerdas.

## Contenido programático

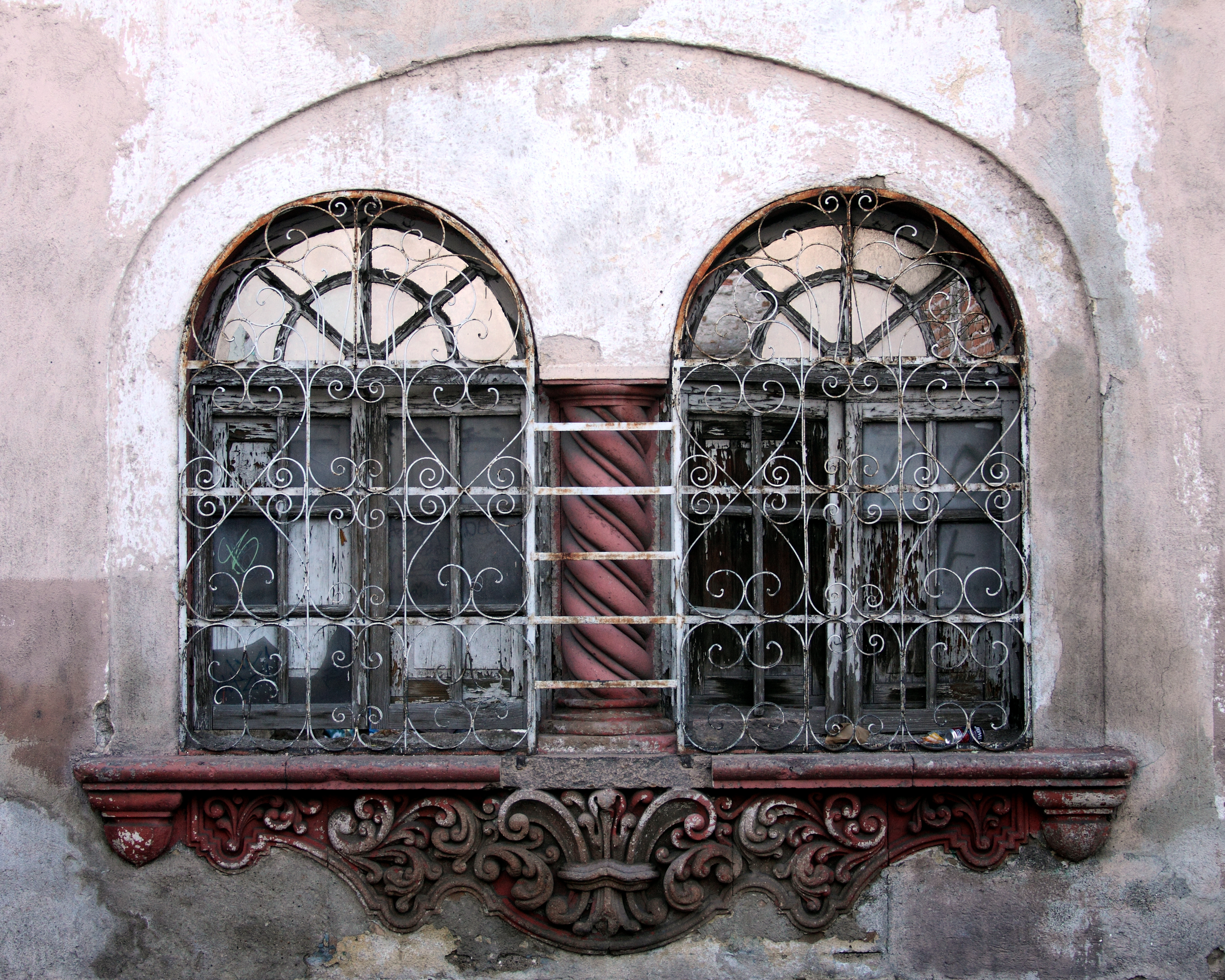
Ventanas mexicanas (ventanas)

En una de sus "notas de programa", Revueltas dio una descripción programática bastante convencional: "Ventanas es música marcadamente romántica. ¿Quién no recuerda una ventana a la luz de la luna, o sin ella? " (Arvey, 1936). Sin embargo, en otra nota más conocida, objetó:

"Ventanas" es música que no tiene programa. Quizás, al escribir este trabajo, pensé en expresar alguna idea definida. Ahora, varios meses después de escribirlo, no puedo recordar qué era. El nombre no significa nada; podría llamarse "Tragaluces" o cualquier otra cosa. (Todo depende de la buena o mala voluntad del oyente). 

Sin embargo, una ventana ofrece un tema literario fértil y puede satisfacer el gusto de algunas personas que no pueden entender ni escuchar música sin un programa, sin inventar algo más o menos desagradable, pero, afortunadamente, no soy un literato. 

Soy un músico con técnica y sin inspiración. (Mayer-Serra, 1941, 129)

## Análisis
Al igual que Planos, Ventanas es excepcional entre las obras de un solo movimiento de Revueltas en el sentido de que no se enmarca en un patrón estructural de tres partes, sino que es formalmente libre y de composición completa (Hernández, 2009, 80). 
Ventanas, característico del estilo de Revueltas, emplea tonos de pedal y ostinatos como base para construcciones musicales que suelen ser acumulaciones de ritmos y texturas instrumentales. Las secciones ampliamente melódicas contrastan con otras en las que se desarrollan rítmicamente pequeños motivos. Estos motivos fragmentarios recuerdan la música popular, a menudo como melodías en tercios paralelos. La textura armónica es en su mayoría abierta en lugar de densa, a pesar del movimiento melódico cromático, y hay frecuentes indicios de bitonalidad . Las quintas y octavas anclan los contornos melódicos fuertemente grabados y los ritmos armónicos activos. En la partitura, Revueltas muestra afición por los bajos, especialmente la tuba, que también tiene un papel destacado en muchas de las otras obras de Revueltas, como Sensemayá, Homenaje a Federico García Lorca, El renacuajo paseador, Troka y Alcancías . La complejidad rítmica también es una característica, con ritmos y compases en constante cambio (Estrada, 2012  ;Garland, 1991). La música "nunca se detiene (excepto cuando el compositor así lo desea, siempre con el máximo efecto; estos episodios se sienten como momentos de declaración melódica y reposo rítmico)" (Garland, 1991).

## Recepción
Como ejemplo del estilo más duro, abstracto y modernista de Revueltas, Ventanas, al igual que Esquinas, fueron mal recibidas por el público. En contraste, ejemplos más líricos y tonales como Colorines y Janitzio fueron calurosamente elogiados (Saavedra, 2009, 313, 327n105).
El 8 de septiembre de 1944, Aaron Copland escribió en una carta dirigida a  Arthur Berger desde Tepoztlán, México:

Estamos a solo dos horas de la Ciudad de México y he escuchado la Sinfónica varias veces.  Chávez interpretó una pieza de Revueltas llamada "Ventanas" (Windows). Es muy divertido de escuchar, -chuck full-  [sic] de color orquestal, pero la forma no es muy buena, me temo. Era como un pintor moderno que arrojara maravillosas pinceladas de color en el lienzo y que prácticamente te dejaran boquiabierto, pero que no terminan de cuadrar. Lástima, porque era un chico talentoso.(Copland ,  2006, 164–66)

Una revisión de 1999 de la grabación de Esa-Pekka Salonen califica algo mejor a Ventanas como una "obra maestra menor", de hecho, describiéndola como cinematográfica y rapsódica con episodios rituales primitivos que recuerdan a Sensemayá, pero también con "deliciosos interludios en el folklore mexicano". un tema de oboe con tintes de blues, violines apasionados y una coda borracha y orgiástica que construye un clímax festivo apropiado" (Godell, 1999, 186).
La obra ha sido interpretada como un ejemplo de la representación que Revueltas hace la sociedad mexicana, donde las diferencias culturales, étnicas y de clase social no conviven pacíficamente y mucho menos se integran en una síntesis armoniosa o incluso dialéctica . Aunque la música "a veces celebra claramente la pluralidad y vitalidad de la sociedad mexicana, la violencia audible de la música, más abiertamente en algunas piezas que en otras, reconoce claros conflictos entre culturas y entre estructuras sociales premodernas y modernas con sus configuraciones de clase asociadas" (Saavedra, 2009).

## Discografía
- Silvestre Revueltas: Ventanas ; Lothar Klein: Musique à Go-Go . Orquesta de Louisville, Robert Whitney, cond. Grabación LP, 1 disco: 33⅓ rpm, 12 en., estéreo. Registros de la primera edición de Louisville LS-672. Louisville, KY: Asociación de Orquestas de Louisville, 1967.
- Silvestre Revueltas: La noche de los mayas ; Caminos ; Música para charlar ; Ventanas . Orquesta Filarmónica de la Ciudad de México, Enrique Bátiz, cond. DDF LME-250. 1985.
- Silvestre Revueltas: Sensemayá ; Ocho por radio ; La noche de los mayas ; Homenaje a Federico García Lorca ; Ventanas ; Dos pequeñas piezas serias . Grupo Filarmónico de Música Nueva de Los Ángeles, Esa-Pekka Salonen, cond. Grabación de CD, 1 disco: digital, 4¾ en., estéreo. Sony Classical SK 60676. [Nueva York]: Sony Classical, 1999.
- Revueltas 2 . Silvestre Revueltas: La noche de los mayas ; Itinerarios ; Ventanas ; Caminos . Orquesta Sinfónica de Xalapa, Carlos Miguel Prieto, cond. Grabado el 30 de noviembre de 2006. Grabación de CD, 1 disco: digital, 4¾ en., estéreo. Urtext Digital Classics JBCC 150. México, DF: Urtext, 2007.
- Ventanas . Michael Kamen : Concierto para saxofón (arreglo de banda de viento de Zane Douglass); Malcolm Arnold : Música acuática, op. 82; Silvestre Revueltas: Ventanas (arreglo de banda de viento de Zane Douglass); Bruce Broughton : Celebración ; Anthony Labounty: Salmo della rinascita . La orquesta de viento de la UNLV, Thomas G. Leslie, cond. Grabado en Artemus Ham Concert Hall (excepto Arnold, grabado en Dr. Arturo Rando-Grillot Hall), abril de 2009 (Kamen) y marzo de 2013. Grabación de CD, 1 disco de audio: digital, 4¾ en., estéreo. Klavier Records KCD-11199. Klavier Records, 2014.